# 사이타마 시립 우라와 박물관

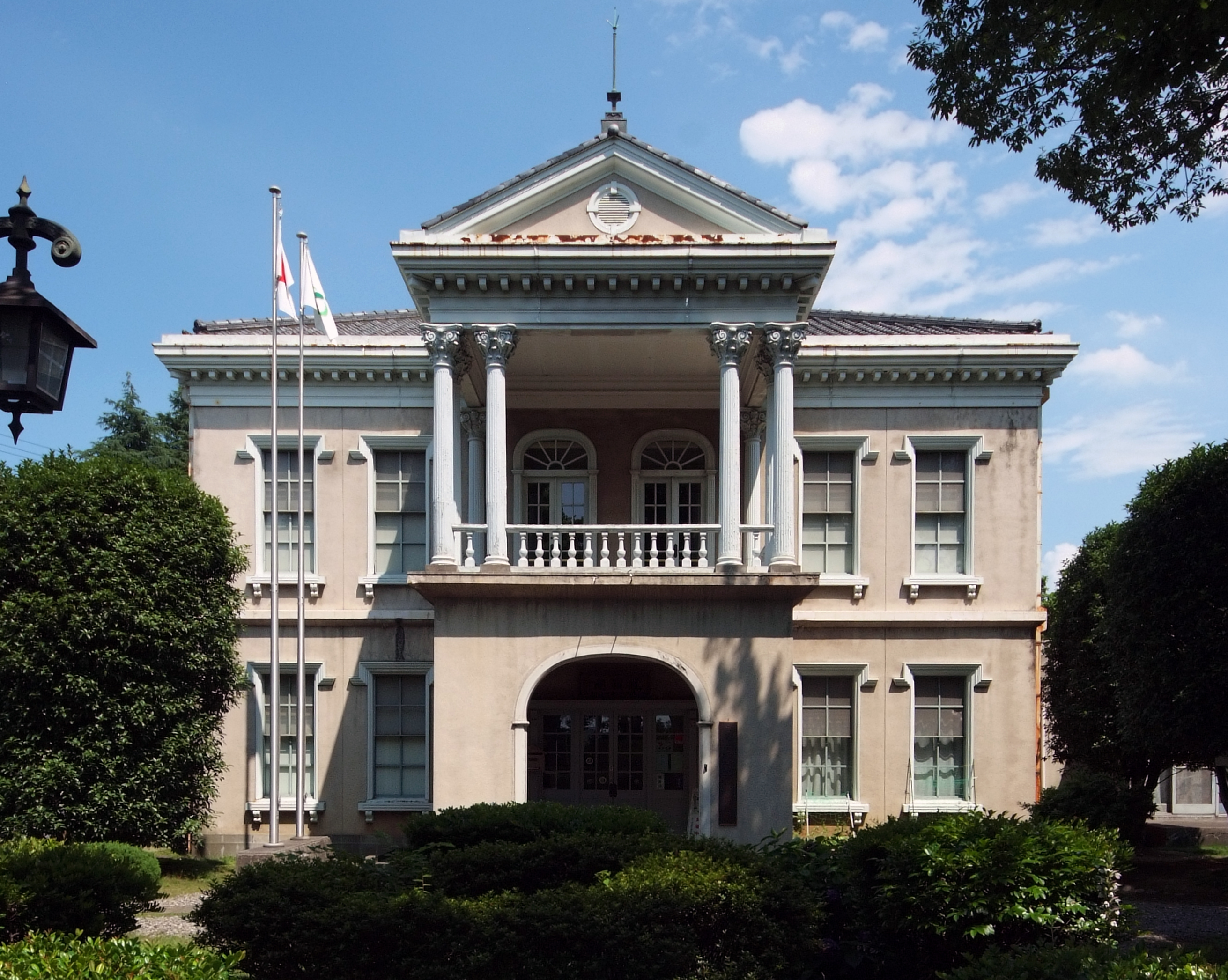
사이타마 시립 박물관

사이타마 시립 박물관(일본어: さいたま市立浦和博物館 사이타마시리쓰우라와하쿠바쓰칸[*])은 일본 사이타마현 사이타마시 미도리구 미무로에 있는 박물관이다.